# Justicia grisea
Justicia grisea är en akantusväxtart som beskrevs av C. B. Cl.. Justicia grisea ingår i släktet Justicia och familjen akantusväxter. Inga underarter finns listade i Catalogue of Life.